# Silene stenantha
Silene stenantha är en nejlikväxtart som beskrevs av Ovczinn. Silene stenantha ingår i släktet glimmar, och familjen nejlikväxter. Inga underarter finns listade i Catalogue of Life.